# 4926 Smoktunovskij
4926 Smoktunovskij (1982 ST6) là một tiểu hành tinh vành đai chính được phát hiện ngày 16 tháng 9 năm 1982 bởi L. I. Chernykh ở Nauchnyj.